# Town Apartments
El Town Residences, anteriormente Town Apartments, es un edificio de apartamentos de gran altura ubicado en 1511 First Street (en la esquina de First Street y Bagley Avenue) en el Downtown de Detroit, Míchigan. Originalmente diseñada por Wirt C. Rowland, la estructura se construyó en dos fases distintas. La construcción con el nombre de National Town and Country Club (luego Pontchartrain Club) comenzó en 1928, pero fue detenida por la Gran Depresión, y fue necesario esperar dos décadas para su inuguración en 1953. Fue incluido en el Registro Nacional de Lugares Históricos en 2016.

## Historia
El edificio está ubicado al este del Distrito Financiero, a pocos metros de la Sede de AT&T Míchigan. Fue construido originalmente para servir como casa club para la sede de Detroit del National Town and Country Club. La organización privada, que cambió su nombre a Pontchartrain Club a fines de la década de 1920, encargó al arquitecto Wirt C. Rowland de Smith, Hinchman & Grylls (él mismo era miembro del Club) que diseñara la estructura, prevista para incluir espacios públicos, instalaciones deportivas y habitaciones para pernoctar. La construcción comenzó en septiembre de 1928, pero terminó abruptamente con el advenimiento de la Gran Depresión: el Club Pontchartrain cerró y el edificio quedó sin terminar, con solo las paredes exteriores y el techo completados.
La estructura estuvo vacía y abierta a los elementos (no se habían instalado ventanas) durante más de veinte años. A principios de la década de 1950, los inversores de Cleveland lo compraron y lo convirtieron en apartamentos: la construcción comenzó en 1951 y duró hasta 1953, cuando el edificio completamente remodelado finalmente se abrió bajo el nombre de Town Apartments.
En septiembre de 2014, Triton Investment Co. anunció la compra del edificio. Triton había adquirido previamente Alden Park Towers a lo largo de East Jefferson. La renovación costó 5 millones de dólares, tomó 18 meses y fue completada en la primavera de 2016. Incluyó la instalación de nuevos sistemas de calefacción y refrigeración, ventanas actualizadas y nuevas cocinas y pisos en las residencias. Otras mejoras incluyeron una sala de lavandería en el lugar, almacenamiento de bicicletas, una sala comunitaria y gimnasio. El edificio pasó a llamarse Town Residences.

## Arquitectura
El edificio tiene 16 pisos (incluido el sótano y la torre central), hasta una altura total de 59 metros. La parte inferior de la estructura (pisos del uno al ocho) es aproximadamente rectangular en planta, mientras que los pisos superiores tienen una huella en forma de U, con una sección central empotrada flanqueada por alas de cuatro pisos y coronada por una elaborada torre de dos pisos. El edificio está construido en hormigón y acero, y está revestido con ladrillo tostado, piedra de Mankato y granito.
Aunque las fachadas del edificio fueron diseñadas originalmente en el estilo art déco, el exterior fue fuertemente remodelado entre 1951 y 1953 para reflejar la nueva estética de estilo internacional. Gran parte de la elaborada decoración de piedra fue eliminada, y las ventanas altas y estrechas fueron reemplazadas por aberturas más anchas. Las características originales sobreviven en los pisos superiores, sobre todo en la torre central. El vestíbuo de 1953, más tarde alterado, aún conserva dos juegos de columnas estriadas originales.